# Lois de préservation de la paix
Les lois de préservation de la paix sont une série de lois édictées par l'empire du Japon. Collectivement, ces lois ont été conçues pour réprimer la dissidence politique.

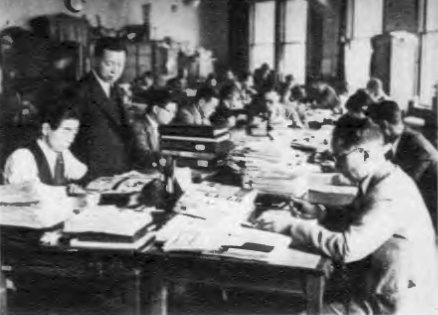
Tokkō, un bureau de la censure du Département de la Police Métropolitaine de Tokyo.

## L'ordonnance impériale de Préservation de la Paix de 1887
L’ordonnance impériale de Préservation de la Paix de 1887 (保安条例, Hoan Jōrei), publiée le 25 décembre 1887, était prévue pour supprimer le Mouvement pour la liberté et les droits du peuple. Elle était la plus énergique des multiples législations décrétées après 1875 pour contenir l'opposition politique face à l'oligarchie de Meiji. Elle a imposé des restrictions rigoureuses à la presse, aux discours publics et aux réunions politiques. L'article quatre de l'ordonnance autorisait le chef de la police métropolitaine de Tokyo, avec l'approbation du ministre des Affaires intérieures, à bannir de Tokyo pendant trois années quiconque s'était avérée inciter des agitations ou comploter pour perturber l'ordre public à moins de 12 km du palais impérial. Moins de trois jours après la promulgation de l'ordonnance, 570 membres du Mouvement pour la liberté et les droits du peuple (y compris le futur gouverneur de Tokyo Yukio Ozaki) ont été arrêtés et expulsés. L'ordonnance a été abrogée en 1898, mais a été rapidement remplacée par la loi sur l'ordre public et la police de 1900, encore plus stricte.

## Loi sur l'Ordre Public et la Police de 1900
La Loi sur l'Ordre Public et la Police de 1900 (治安警察法, Chian Keisatsu Hō) a été publiée par le gouvernement du premier ministre Aritomo Yamagata, contre spécifiquement les syndicats professionnels ouvriers. En plus des restrictions à la liberté d'expression, aux assemblées et aux associations, il a également interdit aux ouvriers d'organiser des syndicats et de se mettre en grève. Une disposition interdisant les femmes dans les associations politiques a été supprimée en 1922.
Les dispositions interdisant aux ouvriers de s'organiser et de faire grève ont été supprimées en 1926, bien que des dispositions identiques aient été immédiatement ajoutées dans un amendement à la loi de Préservation de la Paix de 1925.
Cependant, comme avec la loi précédente de préservation de paix de 1887, celle sur l'ordre public et la police de 1900 a été employée pour supprimer la dissidence politique. En 1920, le professeur Tatsuo Morito de l'université impériale de Tokyo a été poursuivi pour avoir publié un article critique de l'anarchiste Pierre Kropotkine (dans lequel Morito discutait les idées anarchistes). Morito a passé trois mois en prison sur des charges de trahison. Son cas a créé un précédent dans le droit japonais qui a effectivement criminalisé le débat d'idées. La répression du gouvernement s'est encore plus intensifiée après l'assassinat du premier ministre Takashi Hara en 1921.
La Loi sur l'Ordre Public et la Police de 1900 a été complétée par la loi de Préservation de la Paix de 1925. Elle est restée en vigueur jusqu'à la fin de la Seconde Guerre mondiale, quand elle fut abrogée par les autorités américaines.

## Loi de Préservation de la Paix de 1925
La Loi de Préservation de la Paix de 1925 (治安維持法, Chian Iji Hō) a été décrétée le 12 mai 1925, sous le gouvernement de Takaaki Katō, contre le socialisme, le communisme, et l'anarchisme. Elle était l'une des lois les plus importantes du Japon d'avant-guerre.
La force principale derrière la loi était le Ministre de la Justice (et futur premier ministre) Kiichiro Hiranuma, bien qu'une loi stricte pour contrôler les activités des radicaux de gauche avait un large soutien à la Diète du Japon et le soutien populaire.

« Toute personne qui a formé une association en altérant le kokutai, ou le système de la propriété privée, et tous ceux qui ont rejoint cette association avec la pleine connaissance de son objet, sera passible d'emprisonnement avec ou sans travaux forcés, pour une durée ne dépassant pas dix ans. »

En employant le terme « kokutai », très vague et subjectif, la loi tentait de mélanger la politique et l'éthique, mais le résultat a été que toute opposition politique pouvait être stigmatisée comme « changeant le kokutai ». Ainsi, le gouvernement a eu carte blanche pour interdire toute dissidence.
Un regain d'activité du Parti communiste japonais en 1928 a mené à l'incident du 15 mars, dans lequel la police a arrêté plus de 1 600 communistes et présumés communistes en vertu des dispositions de la Loi de Préservation de la Paix de 1925. La même année, le gouvernement très anti-communiste de Giichi Tanaka a modifié un amendement de la loi, relevant la peine maximale de dix ans à la mort.
Une section « police de la pensée », appelée la Tokkō, formé en 1911 au sein du ministère de l'intérieur, avec des branches dans tout le Japon et à l'étranger dans les zones à forte concentration de ressortissants japonais pour surveiller l'activité des socialistes et des communistes, a vu ses pouvoirs se renforcer. Une section d'étudiants a été également établie sous la tutelle du ministère de l'éducation pour surveiller les professeurs d'université et les étudiants. Au sein du ministère de la justice, des « procureurs de la pensée » spéciaux (shiso kenji) ont été nommés pour supprimer les « criminels de la pensée », soit par la punition ou par la « conversion » par l'intermédiaire de la rééducation.
Dans les années 1930, avec la montée du militarisme et du totalitarisme au Japon, la dissidence a été de moins en moins tolérée. En février 1941, la loi de préservation de la paix de 1925 a été complètement ré-écrite. Les termes pour les personnes suspectées de sympathies communistes sont devenues plus sévères, et pour la première fois des organismes religieux ont été inclus dans la compétence de la police de la pensée. En outre, la Cour d'appel pour des crimes de pensée a été supprimée et le ministère de la justice a accordé le droit de nommer des avocats de la défense dans les cas de crime de pensée. Les nouvelles dispositions sont entrées en vigueur le 15 mai 1941.
De 1925 à 1945, plus de 70 000 personnes ont été arrêtées en vertu des dispositions de la loi de préservation de la paix de 1925, mais seulement environ 10 % ont été jugées au tribunal, et la peine de mort a été appliquée à seulement deux contrevenants, l'espion Richard Sorge et son informateur Hotsumi Ozaki. La loi de préservation de la paix de 1925 a été abrogée après la fin de la Seconde Guerre mondiale par les autorités américaines.

## Source de la traduction
- (en) Cet article est partiellement ou en totalité issu de l’article de Wikipédia en anglais intitulé « Peace Preservation Law » (voir la liste des auteurs).